# 让·洛代
让·洛代（法語：Jean Laudet，1930年8月5日—），法国男子皮划艇运动员。他曾代表法国参加1952年夏季奥林匹克运动会皮划艇比赛，获得男子双人划艇10000米金牌。